# Kevin Ratcliffe
Kevin Ratcliffe (ur. 12 listopada 1960 w Mancot) – piłkarz walijski grający na pozycji środkowego lub lewego obrońcy. W swojej karierze rozegrał 59 meczów w reprezentacji Walii.

## Kariera klubowa
Swoją karierę piłkarską Ratcliffe rozpoczął w klubie Everton z Liverpoolu. W 1980 roku awansował do kadry pierwszej drużyny i w sezonie 1979/1980 zadebiutował w niej w Division One. W sezonie 1983/1984 osiągnął z Evertonem swoje pierwsze znaczące sukces w karierze, gdy zdobył Puchar Anglii i Puchar Ligi Angielskiej. W sezonie 1984/1985 wywalczył mistrzostwo Anglii, a także wystąpił w wygranym 3:1 finale Pucharu Zdobywców Pucharów z Rapidem Wiedeń. W sezonie 1986/1987 ponownie został mistrzem Anglii z Evertonem. W Evertonie grał do końca sezonu 1991/1992. Rozegrał w nim 348 ligowych meczów, w których zdobył 2 bramki.
W 1992 roku Ratcliffe przeszedł do szkockiego Dundee F.C. Po niespełna pół roku gry w nim odszedł do Cardiff City, z którym w sezonie 1992/1993 awansował z Division Three do Division Two. W 1994 roku najpierw grał w Derby County, a następnie w Chester City, w którym w 1995 roku zakończył karierę.
| Sezon   | Klub         | Kraj    | Rozgrywki      | Mecze | Bramki |
| ------- | ------------ | ------- | -------------- | ----- | ------ |
| 1979/80 | Everton      | Anglia  | Division One   | 2     | 0      |
| 1980/81 | Everton      | Anglia  | Division One   | 21    | 0      |
| 1981/82 | Everton      | Anglia  | Division One   | 25    | 0      |
| 1982/83 | Everton      | Anglia  | Division One   | 29    | 1      |
| 1983/84 | Everton      | Anglia  | Division One   | 38    | 0      |
| 1984/85 | Everton      | Anglia  | Division One   | 40    | 0      |
| 1985/86 | Everton      | Anglia  | Division One   | 39    | 1      |
| 1986/87 | Everton      | Anglia  | Division One   | 42    | 0      |
| 1987/88 | Everton      | Anglia  | Division One   | 24    | 0      |
| 1988/89 | Everton      | Anglia  | Division One   | 30    | 0      |
| 1989/90 | Everton      | Anglia  | Division One   | 24    | 0      |
| 1990/91 | Everton      | Anglia  | Division One   | 36    | 0      |
| 1991/92 | Everton      | Anglia  | Division One   | 9     | 0      |
| 1992/93 | Dundee F.C.  | Szkocja | Premier League | 4     | 0      |
| 1992/93 | Cardiff City | Anglia  | Division Three | 9     | 0      |
| 1993/94 | Cardiff City | Anglia  | Division Two   | 6     | 0      |
| 1993/94 | Derby County | Anglia  | Division One   | 6     | 0      |
| 1994/95 | Chester City | Anglia  | Division Two   | 23    | 0      |

## Kariera reprezentacyjna
W reprezentacji Walii Ratcliffe zadebiutował 19 listopada 1980 roku w wygranym 1:0 meczu eliminacji do MŚ 1982 z Czechosłowacją, rozegranym w Cardiff. W swojej karierze grał też w: eliminacjach do Euro 84, MŚ 1986, Euro 88, MŚ 1990, Euro 92 i MŚ 1994. Od 1980 do 1993 roku rozegrał w kadrze narodowej 59 meczów.